# Іль Меркато (Шарм-еш-Шейх)
27°51′48.36″ пн. ш. 34°18′36.36″ сх. д. / 27.8634333° пн. ш. 34.3101000° сх. д.
Іль Меркато  (італ. Il Mercato) — елітний діловий район у місті Шарм-еш-Шейх, Єгипет, розташований в Хадабі. Тут витягнулися в одну лінію офіси, ресторани, кафе, магазини, автосалони, парковки, амфітеатр, а також по вулиці курсує оригінальний «міні-поїзд» з туристичним «вагончиками», що роблять район по суті маленькою альтернативою Наама Бей.
З архітектурної точки зору Іль Меркато — це архітектурний комплекс з різноманітних рішень, побудованих в сучасному міському стилі.
Поєднує вулиці City Counsul street (швидкісне міське шосе) і El Fanar street (елітні готелі бухти Ras Um Sid).
По сусідству з Bank Street (розважальний комплекс «1001 ніч», дельфінарій і багато інших розваг)
Вихід до моря — за 1 км (Public Beach).
| Єгипет | Це незавершена стаття з географії Єгипту. Ви можете допомогти проєкту, виправивши або дописавши її. |